# 弗洛伊德縣 (喬治亞州)
弗洛伊德县（英語：Floyd County）是位於美国喬治亞州西北部的一個縣，西鄰亚拉巴马州，面積812平方公里。根據2020年美國人口普查估計，共有人口98,584人。縣治羅馬（Rome）。該縣成立於1832年12月3日，縣政府成立於同年2月1日生效；縣名紀念歷任佐治亚州众议院議員及聯邦眾議員約翰·佛洛伊德。